# Geranomyia sexocellata
Geranomyia sexocellata is een tweevleugelige uit de familie steltmuggen (Limoniidae). De soort komt voor in het Afrotropisch gebied.